# Ouled Harkat
Ouled Harkat là một đô thị thuộc tỉnh Biskra, Algérie. Dân số thời điểm năm 2002 là 6.481 người.